# Nation d'Hawaï
 (août 2023).
La mise en forme du texte ne suit pas les recommandations de Wikipédia : il faut le « wikifier ».
Les points d'amélioration suivants sont les cas les plus fréquents. Le détail des points à revoir est peut-être précisé sur la page de discussion.
- Les titres sont pré-formatés par le logiciel. Ils ne sont ni en capitales, ni en gras.
- Le texte ne doit pas être écrit en capitales (les noms de famille non plus), ni en gras, ni en italique, ni en « petit »…
- Le gras n'est utilisé que pour surligner le titre de l'article dans l'introduction, une seule fois.
- L'italique est rarement utilisé : mots en langue étrangère, titres d'œuvres, noms de bateaux, etc.
- Les citations ne sont pas en italique mais en corps de texte normal. Elles sont entourées par des guillemets français : « et ».
- Les listes à puces sont à éviter, des paragraphes rédigés étant largement préférés. Les tableaux sont à réserver à la présentation de données structurées (résultats, etc.).
- Les appels de note de bas de page (petits chiffres en exposant, introduits par l'outil «  Source ») sont à placer entre la fin de phrase et le point final[comme ça].
- Les liens internes (vers d'autres articles de Wikipédia) sont à choisir avec parcimonie. Créez des liens vers des articles approfondissant le sujet. Les termes génériques sans rapport avec le sujet sont à éviter, ainsi que les répétitions de liens vers un même terme.
- Les liens externes sont à placer uniquement dans une section « Liens externes », à la fin de l'article. Ces liens sont à choisir avec parcimonie suivant les règles définies. Si un lien sert de source à l'article, son insertion dans le texte est à faire par les notes de bas de page.
- La présentation des références doit suivre les conventions bibliographiques. Il est recommandé d'utiliser les modèles {{Ouvrage}}, {{Chapitre}}, {{Article}}, {{Lien web}} et/ou {{Bibliographie}}. Le mode d'édition visuel peut mettre en forme automatiquement les références.
- Insérer une infobox (cadre d'informations à droite) n'est pas obligatoire pour parachever la mise en page.

Pour une aide détaillée, merci de consulter Aide:Wikification.
Si vous pensez que ces points ont été résolus, vous pouvez retirer ce bandeau et améliorer la mise en forme d'un autre article.
 (août 2023).
Si vous disposez d'ouvrages ou d'articles de référence ou si vous connaissez des sites web de qualité traitant du thème abordé ici, merci de compléter l'article en donnant les références utiles à sa vérifiabilité et en les liant à la section « Notes et références ».
La Nation d'Hawaï a été créée par un groupe de Kānaka Maoli (Autochtones hawaïens) favorables à l'indépendance d'Hawaï vis-à-vis des États-Unis. Ce groupe est formé par les partisans du mouvement souverainiste hawaïen en résistance à ce que ces partisans considèrent comme l'occupation illégale d'Hawaï par les États-Unis. Le groupe a été formé à la suite de la séparation d'une organisation précédente, le Conseil Ohana. Il est dirigé par Dennis Pu'uhonua « Bumpy » Kanahele,, qui est le porte-parole du groupe et l'actuel chef de l'État.

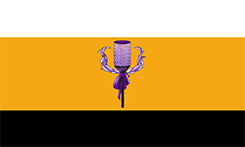
Drapeau officiel de la Nation d'Hawaï

L’État-nation indépendant et souverain d’Hawaï est une république parlementaire démocratique dont l'assise territoriale est à Waimanalo, O’ahu, Hawaï. Elle a son drapeau officiel. La langue officielle est 'Olelo Hawai’i.

## Histoire
De l'antiquité jusqu'à son annexion illégale comme 50e État par les États-Unis, Hawaï a connu plusieurs phases dans son historiographie et dans son peuplement. Le XVIIIe siècle sera, par sa découverte en 1778 par James Cook, un accélérateur de son ouverture aux autres pays. Sa royauté, son gouvernement provisoire, sa république, son territoire graveront l'histoire de sa construction politique et sociale durant les trois cents dernières années.

### Origines mythologiques
Dans la mythologie hawaïenne, le monde a été créé par la déesse féminine Pō. Ses fils Kumulipo de Holomua qui signifie "source dans les ténèbres" et Pō'ele auraient offert au monde tous les êtres vivants ainsi que les 40 000 dieux hawaïens (créateurs de tout). L'humanité (et les Hawaïens en particulier) naîtrait ainsi plus tard de l'accouplement de la Terre-Mère Papahanaumoku, et de son frère Wakea, le Ciel-Père. Le premier humain était Haloa.

### Origines humaines
Les études des archéologues datent les premières présences humaines en 300 et 500 après J.C. Nombreux s'accordent sur l'arrivée de Polynésiens en provenance des îles Marquises.
Un second peuplement se serait produit au XIe siècle avec l'arrivée d'habitants des îles de Raiatea et de Bora Bora, important avec eux leurs traditions tahitiennes, la pratique de la construction de leur temple dénommé Heiau.
La paix qui règne sur ces îles paradisiaques est rompue aux environs de 1200. D'après la légende, le prêtre Pa'Ao aurait mis fin à l'ère pacifique de la région. Les récits enregistrés par Mary Kawena Pukui, David Malo, Abraham Fornander, Kanuikaikaina et d'autres gardiens de la tradition hawaïenne soutiennent l'idée que Pili et Pa'Ao venaient des îles connues aujourd'hui sous le nom de Samoa . Les légendes suggèrent que Pa'Ao aurait introduit certaines coutumes (telles que le sacrifice humain et la vénération de la bonite) à Hawaï. Il aurait également amené un chef « pur » pour régner sur les Hawaïens. Dans son remarquable ouvrage "Hawaiian Mythology", Martha Warren Beckwith, ethnologue américaine très imprégnée de la culture hawaïenne, dépeint avec une précision d'orfèvre les traditions du Pays depuis sa création.
La mort de Pa'Ao sera suivie d'une période de règles dures et d'isolement des autres cultures faisant entrer Hawaï dans une nouvelle ère de xénophobie et de désordre jusqu'à l'époque coloniale, lorsque les îles furent découvertes par James Cook en 1778, lors de son troisième voyage dans le Pacifique.
Lors de ce troisième voyage de 1776 à 1779, alors qu'il tente de trouver un passage entre Atlantique et Pacifique, James Cook pose le pied, le 18 janvier 1778, sur les Iles Sandwich, baptisées ainsi en l'honneur du Comte Sandwich qui avait financé son expédition. En 1779, lors d'une nouvelle escale à Hawaï, alors que, selon certains historiens, il y avait été accueilli avec faste et respect en 1778, les Hawaïens l'ayant identifié comme l'incarnation du Dieu Lono, divinité Hawaïenne de la pluie et de la fertilité, James Cook est attaqué, tué et dévoré par les autochtones, furieux que leurs tabous n'aient pas été respectés.
Dès lors, Hawaï va construire son histoire moderne en enchaînant réussites et échecs jusqu'à nos jours.

### XIXesiècle: Hawaï se construit
1810 - Kamehameha établir un gouvernement monarchique unifié pour les Îles Hawaïennes.
1826 - Traité de paix, d'amitié et commercial avec les États-Unis.
1836 - Traité avec la Grande-Bretagne représentée par Lord E. Russell.
1839 - Déclaration hawaïenne des droits à Hawaï en vertu de la Magna Carta (ancêtre des Droits de l'Homme).
1839 - Premier traité avec la France. Convention du Capitaine La Place.
1840 - Constitution du royaume d'Hawaï
Bien que toutes les terres aient appartenu au Roi Kamehameha, elles n'étaient pas sa propriété privée. Elles appartenaient aux Chefs et aux membres de la communauté dont Kamehameha était le chef et avait la  gestion de la propriété foncière.
1842 - Les États-Unis reconnaissent Hawaï sans qu'aucun traité formel ne soit signé.
1846 - La Grande-Bretagne et la France reconnaissent l'indépendance d'Hawaï. En effet, la France tente d'empêcher les États-Unis d'étendre leur empire sur cette région du monde.
1846 - Traité avec la Grande-Bretagne.
1846 - Traité avec le Danemark.
1848 - Traité avec Hambourg.
1848 - Le Grand Māhele. Dans l'histoire d'Hawaï, le Grand Māhele, aussi appelé plus simplement Māhele, a consisté en la redistribution des terres hawaïennes par le Roi Kamehameha III. Ce fut l'une de ses plus grandes décisions. Les étrangers furent également autorisés à posséder les terres du Royaume qui furent redistribuées entre le Roi, le Gouvernement, les nobles et le peuple. La propriété privée prévalait "sous réserve des droits des locataires autochtones". Les archives du registre autochtone du Grand Māhele sont en possession du gouvernement hawaïen.
De 1848 à 1887, de nombreux traités de paix, d'amitié, de commerce et de navigation sont conclus et signés entre Hawaï et de nombreux pays. 1848 - Traités du Danemark et de Hambourg. 1849 - Traité d'amitié, de commerce et de navigation avec les États-Unis. 1852 - Constitution du royaume d'Hawaï. 1852 - Traité avec la Suède et la Norvège.
1853 - Traité avec TAHITI. Le 24 novembre 1853, Tahiti et Hawaï signèrent un traité "postal" fixant les tarifs postaux dans les deux royaumes à 5 ¢ par 0,5 oz (14 grammes). Il s'agit du seul traité diplomatique formel entre les deux pays. Pourtant les relations étaient très cordiales. Déjà, en 1849, la princesse tahitienne Ninito Tera'iapo et ses cousines, toutes nièces de la reine Pōmare IV, étaient venues à Honolulu depuis Tahiti en tant qu'invitées de De Tromelin. Ninito était fiancée au prince Moses Kekūāiwa mais, à son arrivée, elle apprit la nouvelle de sa mort et elle épousa John Kapilikea Sumner. Ninito retourna à Tahiti avec son mari, qui fut consul hawaïen à Tahiti pendant plusieurs années.
1854 - Traité avec Brême. 1854 - Hawaï proclame sa neutralité. 1858 - Traité avec la France. (Voir infra le paragraphe "Hawaï et la France : une amitié de près de deux siècles"). 1862 - Traité avec la Belgique. 1862 - Traité avec les Pays-Bas. 1863 - Traité avec l'Italie. 1863 - Traité avec l'Espagne. 1864 - Traité avec la Confédération Suisse. 1864 - Confédération du royaume d'Hawaï. 1869 - Traité avec la Russie. 1871 - Traité avec le Japon. 1874 - Convention postale avec la Nouvelle-Galles du Sud. 1875 - Traité de réciprocité avec les États-Unis. 1879 - Traité avec l'Empire allemand. 1882 - Convention provisoire avec le Portugal. 1884 - Convention supplémentaire avec les États-Unis. 1884 -  Règlement sur les mandats avec Hong Kong. 1885 - Acte additionnel de Lisbonne sur l'union postale universelle. 1886 - Convention avec le Japon. 1886 - Ratification de l'union postale universelle. 1887 - Traité additionnel au traité de réciprocité avec les États-Unis. 1887 - Traité avec Samoa.
Dans le même temps, le gouvernement du Royaume travaille sur l'amélioration du bien-être du peuple hawaïen.
1877 - Loi "Lunalilo Home" sur les personnes âgées hawaïennes. Près de cent cinquante ans après, le Lunalilo Home, du nom du sixième monarque hawaïen, poursuit son œuvre en distribuant nourriture et assistance aux nécessiteux et personnes pauvres.
1881 - Loi sur la gratuité de la maternité de Kapiolani. Là encore, cette maternité de Kapiolani est le fruit du travail social de la Reine Consort Kapi'olani, épouse du Roi David Kalākaua. Cet établissement est spécialisé dans les maternités et accouchements et dans les soins spécialisés aux enfants. Comme le "Lunalilo Home", la maternité de Kapiolani est toujours active de nos jours.
1893 - Le projet de Constitution de la Reine Lili'uokalani échoue.
17 janvier 1893 - Renversement du royaume d'Hawaï.
Le ministre américain John L. Stevens, un comité de sécurité des planteurs de sucre américains et européens, des descendants missionnaires et des financiers renversent la monarchie hawaïenne et proclament un gouvernement provisoire.
1894 - République d'Hawaï.
1896 - La pétition Ku'e met fin au traité d'annexion américain.
« E hui a hooholo i Olelo Hooholo no ke kue mau loa ana aku i ka hoohui ia o Hawaii nei me Amerika » (Rassemblons nous et transmettons un discours pour protester à jamais contre l’annexion d’Hawaï à l’Amérique).
Le message de James Keauiluna Kaulia, président du Hui Aloha 'Āina, consistait à appeler à l'unité et à la mobilisation pour protester contre l'annexion d'Hawaï par les États-Unis. Il invitait les Hawaïens à se rassembler et à transmettre un discours puissant dans le but de protester de manière durable contre cet événement historique injuste. Le ton du message était clairement passionné, reflétant une profonde préoccupation et un désir de résistance contre l'annexion d'Hawaï par les États-Unis. L'utilisation de l'expression "à jamais" indiquait un engagement à long terme (celui de la Nation d'Hawaï) pour contester cette annexion et exprimait la détermination du mouvement à poursuivre ses efforts. Le choix des mots "annexion" et "protester" soulignait le point de vue du Hui Aloha 'Āina (deux organisations nationalistes hawaïennes de l'époque) selon lequel l'annexion d'Hawaï par les États-Unis était illégale, injuste et inacceptable. L'emploi du terme "protestation de masse" suggérait une mobilisation d'un grand nombre de personnes, ce qui renforçait la volonté de générer un impact significatif et d'attirer l'attention sur cette question. Dans l'ensemble, le message cherchait à mobiliser les partisans du mouvement hawaïen pour protester activement contre l'annexion d'Hawaï par les États-Unis. Toujours d'actualité, ce message vise à créer de manière permanente une prise de conscience, à exprimer un mécontentement continu et à maintenir la lutte pour la souveraineté d'Hawaï.
La Newlands Joint Resolution, acte du Congrès des États-Unis pour annexer Hawaï et créer un Territoire en remplacement est votée sans traité d'annexion.

### XXesiècle: Hawaï se bat pour recouvrer sa souveraineté
Pourquoi vouloir former un gouvernement hawaïen aujourd'hui ? 
Les motivations sont multiples, souligne la chercheuse Melody Kapilialoha Mackenzie : « Les programmes qui nous sont réservés commencent à être menacés, parce qu’ils sont perçus comme excluant. Il y a aussi le fait que la reconnaissance des peuples premiers est de plus en plus importante au niveau international, avec notamment la Déclaration des Nations unies sur les droits des peuples autochtones, en 2007. Autre élément essentiel : l’annexion d’Hawaï était illégale, les États-Unis l’ont d’ailleurs reconnu (en 1993, le Congrès s’est excusé auprès du territoire, NDLR). ».
Mais reprenons le déroulement de l'Histoire d'Hawaï au début du siècle dernier.
1900 - Loi organique sur la création d'un gouvernement pour le Territoire.
1945 - Organisation des Nations unies pour la décolonisation.
1959 - Les États-Unis d'Amérique annexent Hawaï et en font le 50e état.
Dans un article très détaillé diffusé le 5 novembre 2017 sur le site du Washington Post, Bretagne Lyte rappelle toute l'histoire de l'annexion illégale d'Hawaï par les États-Unis.
1978 - Une convention constitutionnelle de l'État d'Hawaï crée l'OHA pour remédier aux injustices historiques et aux défis découlant de ces circonstances. Les délégués au congrès ont imaginé une agence qui offrirait une forme d'autodétermination aux autochtones hawaïens et défendrait leur bien-être général.
L'OHA a été créée par l'article XII de la Constitution de l'État. Le chapitre 10 des Statuts révisés d'Hawaï décrit les devoirs et les objectifs de l'OHA, notamment la promotion et la protection des droits des autochtones hawaïens.
1980 - Premières élections dans le cadre de l'OHA.
1988 - Lois sur les soins de santé des autochtones hawaÏens - Papa O la Lokahi.
1993 - Loi 359 - 2e processus politique (échec).

### Constitution de la Nation d'Hawaï
Le 16 janvier 1993, de manière souveraine, le peuple de la Nation d'Hawaï, proclame la restauration de l’État-nation indépendant et souverain d’Hawaï avec sa Constitution.

### Résolution d'excuses

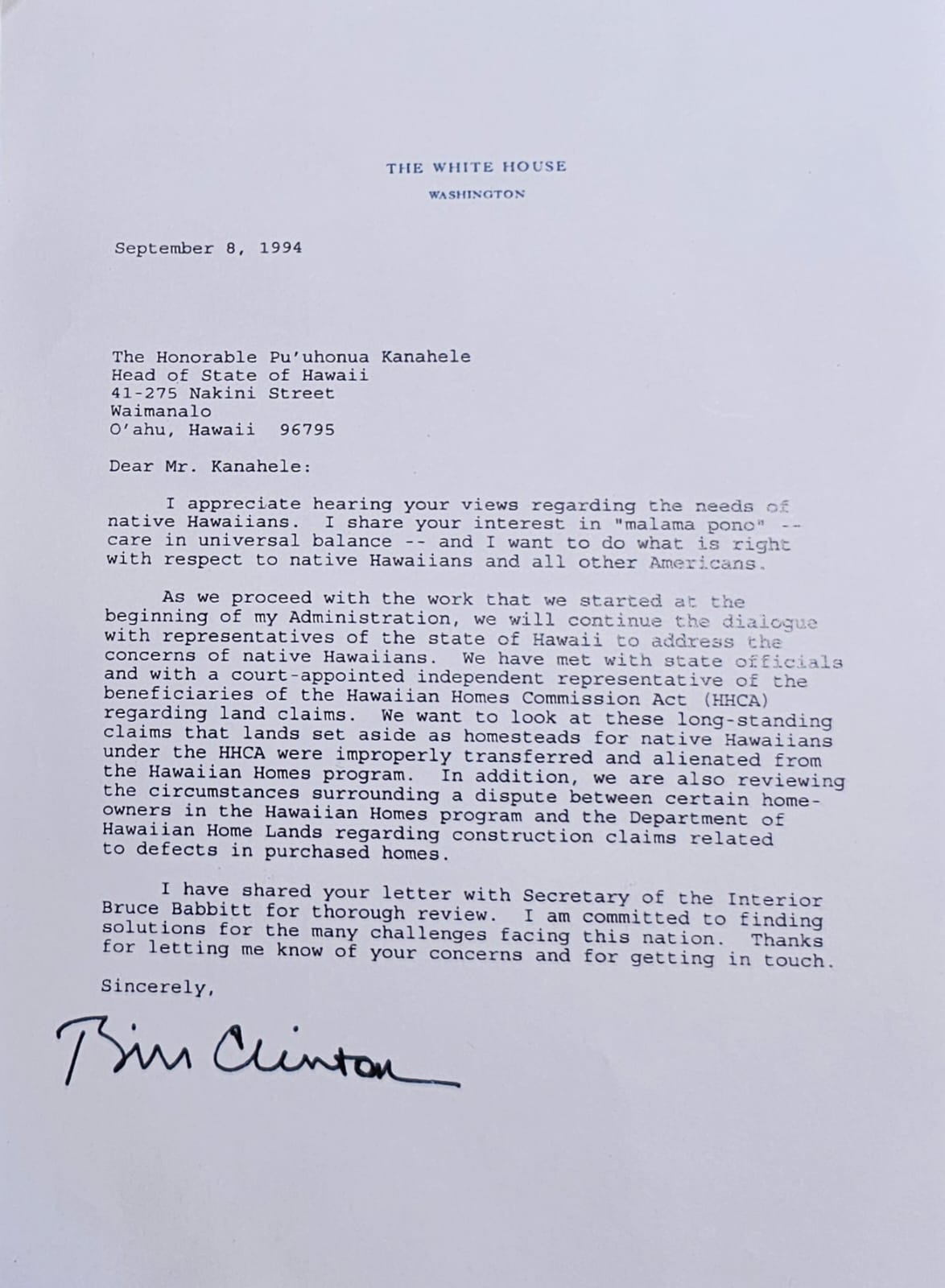

Le 23 novembre 1993, le président Clinton a signé la «résolution d'excuses» qui reconnaît que, même si Hawaï était occupée par les États-Unis, leur souveraineté n'a jamais été abandonnée. Cette résolution était la première du genre à reconnaître cette histoire. Cela a permis aux dirigeants et aux organisateurs de la Nation d'Hawaï de récupérer la propriété physique de leur terre natale ainsi que leur indépendance vis-à-vis de l'annexion des îles par les États-Unis. Étant donné que les autochtones hawaïens disposaient désormais d'un document légal attestant qu'ils n'avaient pas cédé leur souveraineté au profit des États-Unis, ils étaient habilités à la récupérer grâce à leurs divers efforts.
La formation de la Nation d’Hawaï est conforme à la loi publique américaine 103-150, également connue sous le nom de résolution d’excuses évoquée dans le paragraphe précédent, signée par le Congrès des États-Unis en 1993, constatant de jure que « le renversement illégal du Royaume d’Hawaï le 17 janvier 1893, reconnaît l’importance historique de cet événement qui a entraîné la suppression de la souveraineté inhérente du peuple autochtone hawaïen; et la privation des droits des autochtones hawaïens à l’autodétermination; (U.S. Public Law 103-150, section 1).
Williamson Chang, professeur de droit à l'université d'Hawaï, affirme qu'en vertu du droit international, un pays ne peut pas en annexer un autre. Il considère que la situation d'Hawaï est une occupation par les États-Unis d'Amérique. Dans un long article du 2 novembre 2015 diffusé sur BBC News, Taylor-Kate Brown développe un argumentaire solide sur la réalité de cette occupation et sur la volonté d'autodétermination du peuple hawaïen.
Dans un livre passionnant écrit en 2016, le chercheur Tom Coffman, rédacteur en chef de Honolulu Advertiser, montre comment des Américains tels que Theodore Roosevelt ont conspiré pour éteindre la souveraineté d'Hawaï au service de l'expansion de l'empire grandissant des États-Unis.

### L'autodétermination de la Nation d'Hawaï: un combat permanent, une demande persistante légitime
Depuis que le gouvernement fédéral a présenté des excuses officielles pour le renversement illégal de la monarchie hawaïenne et qu'il a reconnu que le peuple hawaïen n'avait jamais officiellement renoncé à ses terres, la Nation d'Hawaï, par ses représentants, se bat pour obtenir, à l'instar des autres peuples autochtones américains, son autodétermination et sa reconnaissance internationale.
En 2009, la Chambre des représentants des États-Unis a présenté le projet de "loi Akaka", l'alias de "Native Hawaiian Government Reorganization Act", visant la reconnaissance fédérale des Hawaïens comme groupe tribal autochtone. Cette loi devait permettre aux autochtones hawaïens de former leur propre gouvernement, à égalité avec celui du gouvernement fédéral. À ce jour, ce projet de loi est resté sans réponse.

## Présidence et ministères de la Nation d'Hawaï

### Présidence
La Nation d'Hawaï est présidée par Dennis Pu'uhonua "Bumpy" Kanahele, qui était auparavant l'un des dirigeants du Conseil Ohana. Il est également PDG d'Aloha First, une organisation dédiée à l'éducation économique, sociale et culturelle.
Dennis Pu'uhonua "Bumpy" Kanahele, poursuivant son combat pour recouvrer la souveraineté d'Hawaï, a de nouveau fait la une des journaux en 1995 lorsque son groupe a donné refuge à Nathan Brown. Celui-ci, activiste autochtone hawaïen, avait refusé de payer les impôts fédéraux pour protester contre la présence américaine à Hawaï. Dennis Pu'uhonua "Bumpy" Kanahele fut alors arrêté pour avoir interféré avec les U.S. marshals américains pour les empêcher de se saisir de ce fugitif fédéral. Il fut reconnu coupable et condamné à huit mois de prison fédérale, ainsi qu'à une période de probation au cours de laquelle il lui a été interdit d'accéder au Pu'uhonua et de participer à ses efforts de souveraineté.

### Vice-président, adjoints au président, ministères

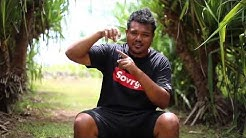
M. Brandon Makaawaawa

#### Vice-présidents et adjoints[17]
Monsieur Brandon Makaawaawa est vice-président de la Nation d'Hawaï. la plus ancienne organisation d’indépendance hawaïenne à Hawaï. Il assiste le chef de l’État Dennis Bumpy Kanahele dans les opérations quotidiennes du village de Pu’uhonua O Waimanalo, la base territoriale souveraine de la nation. Brandon aide également à gérer le réseau communautaire à large bande Pu’uhonua O Waimanalo.
Monsieur Weston N. Kanahele est 1er adjoint au chef de l'État. Il occupe parallèlement les fonctions de ministre du Trésor.

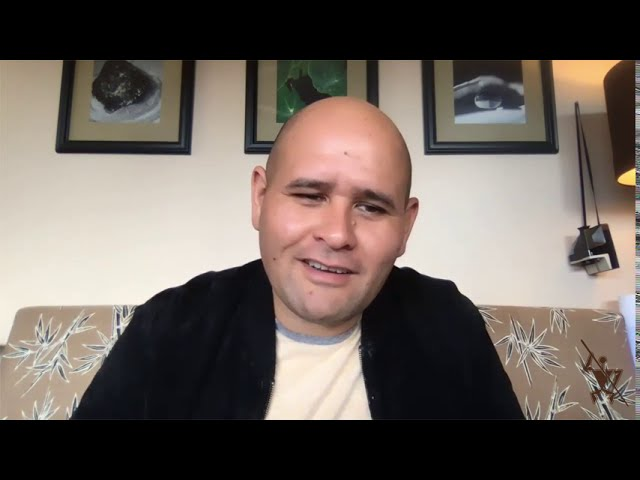
John Kealoha Garcia

Monsieur John Kealoha Garcia est le second adjoint au chef de l'État et il est chargé du ministère des Affaires Étrangères.
John Kealoha Garcia est le fondateur et PDG de l'application Exchange Avenue. Il a grandi dans un environnement multiculturel, vivant à Kaimuki et passant les week-ends à Nanakuli avec sa famille. Après avoir profondément expérimenté le système hawaïen d'Aloha et d'esprit communautaire, John Kealoha Garcia a voulu introduire ce communautarisme dans un marché du XXIe siècle et avec l'aide du programme Purple Prize, Exchange Avenue est née. Purple Prize est un concours d'innovation qui rassemble des entrepreneurs de tous secteurs pour créer des solutions technologiques créatrices de valeur pour la terre et les personnes.
Exchange Avenue est une application axée sur le commerce traditionnel, tous les biens et services peuvent être échangés, depuis les compétences professionnelles jusqu'à la « récolte de mangues de grand-mère». Décrit comme un Ahupua'a numérique ou un système d'abondance partagée, l'application a été lancée le 16 juin et vise pour étendre l'esprit Aloha à l'échelle mondiale.
Ces trois personnalités constituent la garde rapprochée du président. Elles forment avec ce dernier l'équipe de l’Exécutif complété par les Conseillers nommés ci-après :
| Mme Natasha Pnut Kanahele        | Conseiller exécutif principal auprès du chef de l’État            |
| M. Keiki Kanahele-Santos         | Conseiller exécutif principal auprès du chef de l’État            |
| M. Gordon Kaaihue                | Directeur adjoint de la sécurité nationale                        |
| Mme Lindsay K. Pakele            | Conseiller exécutif principal auprès du chef de l’État            |
| Dr David J. Barton, M.D.         | Médecin général                                                   |
| Mme Peggy Liu                    | Conseillère exécutive principale/Relations internationales        |
| Mme Carole Lieu                  | Conseiller exécutif principal auprès du chef de l’État            |
| M. Robert Holmes                 | Conseiller exécutif principal auprès du chef de l’État            |
| M. Berbar Abdelhalim Reda, Henry | Directeur des communications et du protocole présidentiel         |
| Mme Grace Lum                    | Directeur de presse                                               |
| Mark Dulog                       | Conseiller exécutif principal en matière de placements financiers |
| Sean Combs                       | Directeur des finances                                            |
| Jena Crawley                     | Ambassadeur au Japon                                              |
| Makoto Ichiyama                  | Attaché économique au Japon                                       |
| M. Willie Cowart                 | Ministre plénipotentiaire                                         |
| M. Tanaka Sensei Koshiro         | Conseiller principal, Paix et sécurité internationales            |

Le Dr David J. Barton est anesthésiste à Waimanalo, Hawaï. Il a obtenu son diplôme de médecine de la faculté de médecine de l’Université de l’Utah et pratique depuis plus de 20 ans. Pour cette raison, il a été nommé médecin général pour conseiller le président.

#### Ministères
| Ministère des soins après la vie                  | Richard Ledford          |
| Ministère de l’Agriculture                        | Kevin Flanagan           |
| Ministère du Commerce                             | John Kealoha Garcia      |
| Ministère de la Communication                     | Raul Nohea Bonté         |
| Ministère de la Culture et des Arts               | Tonu Shane               |
| Ministère de la Défense                           | Exécutif                 |
| Ministère de l’Éducation                          | Marcamela « Juna » Dulog |
| Ministère de l’Énergie                            | Arlen Flanagan           |
| Ministère de l’Environnement                      | Meredith Brooks          |
| Ministère des Affaires étrangères                 | John Kealoha Garcia      |
| Ministère de la Santé et du Mieux-être            | Dr Cimone Kamei          |
| Ministère du Logement                             | Marque Makaawaawa        |
| Ministère des Services sociaux                    | Exécutif                 |
| Ministère de l’Intérieur                          | John P. Kirkley          |
| Ministère de la Justice                           | Exécutif                 |
| Ministère du Travail                              | Exécutif                 |
| Ministère des terres et des ressources naturelles | Kealii Frank             |
| Ministère des Transports                          | Mike Stanley             |
| Ministère du Trésor                               | Weston Kanahele          |
| Ministère des Anciens Combattants                 | Jason Hanley             |
| Ministère de l’approvisionnement en eau           | Exécutif                 |

## Assemblée des Citoyens - conseil des Anciens - découpage administratif du territoire.
L’Assemblée générale législative de la nation d’Hawaï se compose de l’Assemblée des citoyens, du Conseil Na Kupuna (Conseil des anciens) et du chef de l’État, actuellement Pu’uhonua D.K.B. Kanahele. Le territoire est administrativement subdivisé en 5 mokupuni (comtés) : Hawaï, Maui, Moloka’i, O’ahu, Kaua’i, avec Lanai, Ni’ihau et Kaho’olawe, détenus en fiducie.

## Représentations diplomatiques internationales
Jusqu'à l'été 2023, les diplomates désignés couvraient essentiellement la partie asiatique et indienne de la planète. Ancrée dans l'océan Pacifique, les îles Hawaïennes sont naturellement tournées vers l'Océanie et les pays situés de l'Asie du Sud-Est à l'Amérique du Sud.
| S.E. Wong Kok Wai                               | Ambassadeur itinérant                                                                                                |
| S.E. Derrick Kok Wei                            | Consul général de Pékin, Chine Conseiller exécutif principal sur l’économie numérique, la technologie et le tourisme |
| S.E. Poudel Tejendra Sharma                     | Ambassadeur de la Nation d'Hawaï au Népal                                                                            |
| M. Henry Berbar Abdelhalim Reda                 | Directeur des communications et du protocole présidentiel                                                            |
| Mme Grace Lum                                   | Directeur de presse                                                                                                  |
| S.E. Yong Yeow Wei                              | Consul général honoraire du Cambodge                                                                                 |
| S.E. Abdul Khader Sowkathali                    | Chennai, Inde consul général honoraire                                                                               |
| S.E. Ashiqali Mohibali Nathani                  | Mumbai, Inde consul général honoraire                                                                                |
| Dr Chen Fock Siong                              | Kuala Lumpur, Malaisie, consul honoraire                                                                             |
| Dato Seri Mohamad Shahrun Bin Osman             | Premier decrétaire de l’ambassade NOH Kuala Lumpur                                                                   |
| Chow Kok Hing                                   | Consul honoraire du Cambodge                                                                                         |
| Datuk Hassan Bin Saad                           | Selangor, Malaisie, consul honoraire                                                                                 |
| Lim Boon Tatt                                   | Kuala Lumpur, Malaisie, consul honoraire                                                                             |
| M. Daniel Chae Ho Cheol                         | Consul honoraire de Corée                                                                                            |
| Dato Mohamad Zahari Salut. Awang, prince d’État | Chancelier et conseiller pour les affaires économiques du président                                                  |

L'Honorable Excellence Tejendra S. Poudel, entrepreneur du tourisme au Népal, nommé consul général honoraire de la Nation d'Hawaï pour le Népal, a été interviewé par les journalistes de Rajyadainik.com le 20 février 2022. Très impliqué dans le domaine du tourisme au Népal, il travaille sans relâche pour son développement et enchaîne les interviews dans les médias internationaux comme en juin 2022 dans New Business Age lors de sa nomination comme consul général honoraire pour le Népal ou dans Himali Khabarlors de la visite en Asie du président de la Nation d'Hawaï et de son ministre des Affaires étrangères, les Honorables Excellences Dennis Pu'uhonua « Bumpy » Kanahele et John Kealoha Garcia. Au début de l'année 2024, L'Honorable Excellence Tejendra S. Poudel est nommé Ambassadeur au Népal. Cette nomination récompense son travail important dans la diplomatie océanienne et asiatique qui a permis de concrétiser plusieurs traités commerciaux, économiques et financiers. 
Depuis le mois d'août 2023, trois nouvelles nominations ont été annoncées  par l' H.E. John Kealoha Garcia, second adjoint au président et ministre des Affaires étrangères : 
- Honorable Excellence Ian Peter Anderson en qualité de consul général honoraire pour la Grande-Bretagne
- Honorable Excellence Daniel Antoni Blaszczyk en qualité de consul général honoraire pour la Suisse
- Honorable Excellence Noël Roland F.D. MÉLET en qualité de consul général pour la France. Celui-ci occupe parallèlement les fonctions de consul honoraire, représentant officiel du Liberland en France depuis avril 2015 et d'Ambassadeur de Vitoun (Village tourism Nepal). Il est également Grand Prieur de France de l'International Order of Knights of the Thunderbolt, ordre chevaleresque. 

## Hawaï et la France
La France a été très présente dans l'histoire des Hawaïens au XIXe siècle pour protéger les missions catholiques. Les pères du Sacré-Cœur de Picpus, arrivés à Honolulu dès 1827, se heurtèrent à l'opposition des missionnaires puritains américains, solidement installés depuis 1820. Ils furent expulsés à plusieurs reprises, parfois violemment, d'où l'intervention en 1839 du capitaine Laplace avec la frégate "Artémise". Laplace arriva à Honolulu le 9 juillet 1839 et, après consultation avec le consul de France Dudoit, adressa au Roi un « manifeste » qui était un véritable ultimatum.
La France reconnaissait l'indépendance du Royaume d'Hawaii, mais exigeait :  
— la liberté de culte pour la religion catholique, à égalité avec celle des protestants;  
— l'octroi par le gouvernement d'un terrain à Honolulu pour l'établissement d'une église catholique où des prêtres français pourraient exercer leur ministère;  
— la libération de tous les catholiques emprisonnés pour fait de religion;  
— le versement d'une caution de 20 000 dollars;  
— le salut au drapeau français avec vingt et un coups de canon.
En cas de refus, c'était la guerre. Or, les Hawaiiens n'avaient aucun moyen de résistance. Aussi signèrent ils le premier traité entre les deux pays.
Par la suite, la politique française vis-à-vis du Royaume hawaiien s'efforça surtout de sauvegarder l'indépendance de celui-ci, face notamment au développement des intérêts des États-Unis. C'est le sens de l'œuvre de Charles de Varigny, éphémère (1865-1868) ministre des Affaires étrangères du roi Kalakava.
Deux autres traités d'amitié et de paix furent signés entre la France et le Royaume d'Hawaï. Un premier traitésigné le 26 mars 1846 fut confirmé dans un second traité entre "Sa Majesté Napoléon III, empereur des Français, et Sa Majesté Kaméhaméha IV, roi des Îles Havaï" et signé à Honolulu (Hawaï) le 29 octobre 1857. Le 9 août 2012, M. Richard Tuheiava, sénateur de la Polynésie Française, interroge M. le ministre des Affaires étrangères sur la validité actuelle du traité d'amitié, de commerce et de navigation. Le ministère des Affaires étrangères avait répondu qu' à la suite de son annexion par les États-Unis en 1898, Hawaï était devenu un territoire américain et, en conséquence, avait disparu en tant qu'État souverain. De facto, le traité avait cessé ces effets aussitôt.

## Hawaï et l'UNESCO

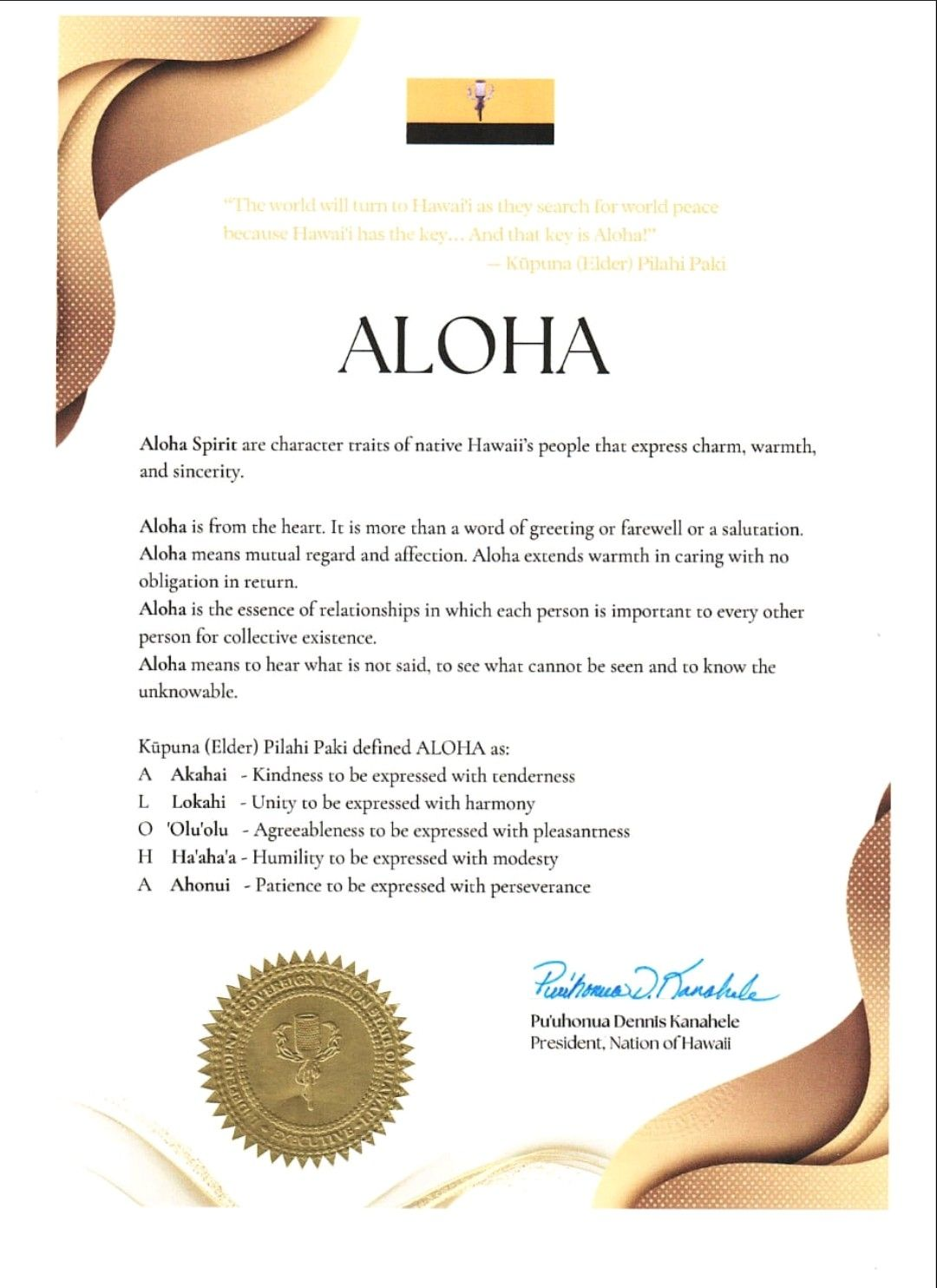
A L O H A

Berceau de la vie et terre d'accueil des esprits après la mort, Papahānaumokuākea, vaste myriade de petites îles et atolls à faible altitude situées à près de 250 km au nord-ouest du principal archipel hawaïen est étendue environ sur 1931 km. Sur les îles de Nihoa et de Makumanamana, des vestiges archéologiques des premiers peuplements et de l'occupation des sols de l'époque pré-européenne subsistent de nos jours. Il s'agit de l'une des aires marines protégées les plus vastes du monde.

## Les beautés de l'ALOHA[29]
ALOHA est le mot le plus usité chez les Hawaïens. Il signifie littéralement "présence du souffle". Il est une authentique philosophie de vie et renferme dans sa prononciation amour et affection. Il veut dire "bonjour", "au-revoir" et toutes les intentions positives envers son vis-à-vis.
Kūpuna (Ancien) Pilahi Paki a défini ALOHA comme :
A Akahai - La gentillesse à exprimer avec tendresse
L Lokahi - L'unité à exprimer avec harmonie
O "Olu'olu Agréabilité à exprimer avec amabilité
H Haaha'a - Humilité à exprimer avec modestie
Ahonu i Patience à exprimer avec persévérance
A L O H A : mot symbolique et légendaire de l'accueil chaleureux et sincère du peuple de la Nation d'Hawaï.